# Mesolamprops hartleyi
Mesolamprops hartleyi is een zeekommasoort uit de familie van de Lampropidae. De wetenschappelijke naam van de soort is voor het eerst geldig gepubliceerd in 2007 door Shalla & Bishop.